# Bataillon 12e de ligne Prince Léopold - 13e de ligne
Pour les articles homonymes, voir 12e régiment.
Le bataillon 12e de ligne Prince Léopold - 13e de ligne (en néerlandais: Bataljon 12e Linie Prins Leopold - 13e Linie) est une unité d'infanterie motorisée de la composante terre des forces armées belges. Il est caserné dans la ville de Spa depuis 1969.
Depuis le 22 novembre 2018, le bataillon fait partie de la Brigade Motorisée.

## Historique
Le 12e régiment de ligne est créé le 31 mars 1831 à partir des corps francs de volontaires de la révolution belge. Ce qui fait de lui le plus ancien régiment d'infanterie actif en Belgique.
Depuis 1984, il porte le nom de Prince Léopold en souvenir du prince encore adolescent (14 ans) qui y reçoit son instruction militaire en 1915, avant de devenir le roi Léopold III en 1934.
Le 13e régiment de ligne est fondé en 1874. Dissous une première fois en 1947 pour être reformé en 1976.
En 1993, le 12e régiment de ligne accueille les emblèmes et les traditions du 13e régiment de ligne afin de former le régiment 12e de ligne Prince Léopold - 13e de ligne.
En 2002, prend fin la présence des Forces belges en Allemagne , et des militaires sont intégrés au 12e-13e de ligne . 
Depuis le 1er janvier 2011, l'unité change de nom et devient le bataillon 12e de ligne Prince Léopold - 13e de ligne , et intègre la Brigade légère.
Le bataillon vient aussi en aide à la population pour la restauration du patrimoine à Balmoral (Spa). Ce sont les équipes du 12e-13e de Ligne qui, à chaque fois, ont déplacé les pavillons-aubettes de tram jusqu’à l’ancien dépôt de trams, où les artisans ont pu les restaurer . Une vidéo sur Youtube expose leur collaboration .
Le 27 janvier 2017, le bataillon incorpore la Brigade Médiane.  
Le 22 novembre 2018, la doctrine d'utilisation est changée, et la Brigade Médiane est transformée en Brigade Motorisée, dont le commandement est attribué au colonel BEM Jean-Louis Crucifix, et dont l'unité sœur est la 7e Brigade Blindée française dans un véritable partenariat avec les unités françaises . La Brigade motorisée est équipée du véhicule blindé multirôles (VBMR) Griffon et de l'engin blindé de reconnaissance et de combat (EBRC) Jaguar .  Mais ces véhicules blindés sont régulièrement améliorés. "L’avantage de se coupler à une nation telle la France est qu’elle a rendu ce système très modulaire", explique le colonel Manuel Morin, responsable du programme d’intégration des nouveaux véhicules blindés de l’armée belge .
6 avril - 2 juin 2019 : Le musée Grand Curtius de Liège présente ‘A l’avant-garde! Le 12e de Ligne’, l’histoire de la plus ancienne unité de la Défense. Le Bataillon 12e de Ligne Prince Léopold - 13e de Ligne aujourd’hui caserné à Spa est né avec la Belgique. Comme l'histoire du bataillon est liée à la Campagne des Dix jours et la bataille de Boutersem en 1831, Liège a demandé à la Commune de coopérer à l'exposition. Dans la foulée de l'exposition, le Conseil Communal de Boutersem a décidé à l'unanimité de donner le nom "12e Liniehof" à une nouvelle rue située dans le centre du village . 
Le 14 juillet 2019, les militaires du 12e de Ligne de Spa sont extrêmement fiers car ils ont été invités à défiler à Paris pour la fête nationale française, et le lieutenant Benoît Fontaine porte leur drapeau de 1832 .
Le 12 août 2021, a lieu la commémoration de la bataille de Boutersem de 1831 en présence de l'ambassadeur néerlandais et du Bataillon du 12e de ligne . L'ambassadeur remercie la commune de Boutersem et le Bataillon pour cette digne cérémonie (Vidéo sur Twitter ). 
Le commandement du 12e de Ligne Prince Léopold – 13e de Ligne change le 17 juin 2022. Le chef de corps Michel  Recour cède sa place au lieutenant-colonel Pierre-Frédéric Brennet .

## La devise«À l’Avant-Garde»
Le 12e de Ligne est créé en 1831, au lendemain de la révolution qui a amené l’indépendance de la Belgique.
Le 8 août 1831, le Roi Léopold Ier passe le 12e de Ligne en revue à Aarschot et félicite le régiment pour ses succès antérieurs au cours de la campagne des dix jours. Le Roi s'adresse au chef de corps du régiment, le Colonel Louis Charles de L'Escaille : "Colonel, que demandez-vous pour votre Régiment?". Le vieux soldat eut cette réponse pleine de panache: "Sire, l'honneur de marcher A L'AVANT-GARDE!". "Je vous l'accorde" répondit le souverain. Telle est l'origine de la devise du 12e de Ligne, à laquelle le régiment a toujours été fidèle.
« À l’Avant-Garde » signifie que le bataillon est toujours en première ligne. De fait, par sa capacité de projection rapide sur des théâtres d’opérations, il a participé à de nombreuses opérations extérieures (OPEX) : Liban, Bosnie, Kosovo, Afghanistan ou Mali. Malgré ses difficultés, l’armée belge continue d’intervenir hors de ses frontières .

## Étendards
-  Au cours d'une cérémonie à Gand le 12 janvier 1832, le Roi Léopold Ier remit le drapeau au 12e Régiment de Ligne en la personne du Colonel Devaux, 2e chef de corps du Régiment (1831-1835)
- LIÈGE, pour commémorer la belle conduite du 12 Li au cours de la glorieuse défense de Liège en août 1914.
- ANVERS, pour commémorer la participation du 12 Li aux opérations sous Anvers du 20 août au 8 octobre 1914.
- DIXMUDE et la croix de chevalier de l'ordre de Léopold, pour la belle conduite du 12 Li pendant les journées du 14 au 26 octobre 1914.
- YSER
- MERCKEM, pour commémorer la belle conduite du 12 Li au cours des combats du 17 avril 1918.
- STADENBERG, pour commémorer les hauts faits d'armes accomplis et l'héroïsme déployé par les troupes au cours de la victorieuse offensive commencée le 28 septembre 1918.
- LA LYS, pour commémorer la glorieuse conduite du 12 Li pendant les trois jours de combat des 14, 15 et 16 octobre 1918.
- CAMPAGNE 1914-1918
- LA LYS 1940

Ainsi qu'une fourragère de l'ordre de Léopold de 2e classe.
-  Pour le 13e de ligne:
- NAMUR
- TERMONDE
- YSER
- MERCKEM
- ZARREN
- HANDZAEME
- LA LYS 1940

Ainsi qu'une fourragère de l'ordre de Léopold.

## Organisation - Composition
- Un état-major de bataillon
- Une compagnie d'état-major et services (Cie EMS): Toujours Servir.
- Deux compagnies de combat, les 2e et 3e compagnies.
  - 2Cie: Ne Pas Subir.
  - 3Cie: Tout Feu, Tout Flamme.
- Un détachement Sniper.
  - Sniper: Votre Enfer, Notre Paradis.
- Un peloton éclaireur.
  - Eclaireur: Discret, Efficace, Mortel.
- Une compagnie d'instruction, la 1re compagnie.
  - 1Cie: Jusqu'au Bout.
- Une compagnie de réserve opérationnelle.
  - 4Cie Res: Un Bloc, Un Roc.

## Anciens chefs de corps
|     | Date | Chefs de Corps                       |
| --- | ---- | ------------------------------------ |
| 1er | 1831 | Colonel DE L'ESCAILLE                |
| 2e  | 1831 | Colonel DEVAUX                       |
| 3e  | 1835 | Colonel BOUVIER                      |
| 4e  | 1841 | Colonel LACOSTE                      |
| 5e  | 1846 | Colonel DELPLACE                     |
| 6e  | 1848 | Colonel RAMAECKERS                   |
| 7e  | 1857 | Colonel BOEKING                      |
| 8e  | 1863 | Colonel NEYT                         |
| 9e  | 1869 | Colonel TOSQUINET                    |
| 10e | 1873 | Colonel GROUTARS                     |
| 11e | 1876 | Colonel AYOU                         |
| 12e | 1880 | Colonel de LANIER                    |
| 13e | 1884 | Colonel RENSON                       |
| 14e | 1885 | Colonel de SCHIJNMAKERS              |
| 15e | 1889 | Colonel POLLET                       |
| 16e | 1893 | Colonel HANNEFSTINGELS               |
| 17e | 1895 | Colonel MAUR                         |
| 18e | 1897 | Colonel VAN DERMARLIERE              |
| 19e | 1899 | Colonel COUCKE                       |
| 20e | 1900 | Colonel REGIBO                       |
| 21e | 1901 | Colonel VAN WETTER                   |
| 22e | 1906 | Colonel COUGNET                      |
| 23e | 1910 | Colonel DETRY                        |
| 24e | 1912 | Colonel BERTRAND                     |
| 25e | 1913 | Lieutenant-Colonel AEM GILIS         |
| 26e | 1914 | Colonel AEM JACQUES Baron de DIXMUDE |
| 27e | 1915 | Colonel VAN ROLLEGHEM                |
| 28e | 1916 | Colonel DELATTE                      |
| 29e | 1918 | Colonel DE CAMPS                     |
| 30e | 1920 | Colonel NEEFS                        |
| 31e | 1923 | Colonel DE SCHYVER                   |
| 32e | 1925 | Colonel CONSTANT                     |
| 33e | 1928 | Colonel BUISSET                      |
| 34e | 1930 | Colonel BELLEFROID                   |
| 35e | 1936 | Colonel GITS                         |
| 36e | 1939 | Colonel I. GERARD                    |
| 37e | 1944 | Lieutenant-Colonel BOERAEVE          |
| 38e | 1945 | Lieutenant-Colonel BEM HULSMANS      |
| 39e | 1947 | Lieutenant-Colonel ROBERT            |
| 40e | 1948 | Lieutenant-Colonel DERACHE           |
| 41e | 1949 | Lieutenant-Colonel BEM LIENARD       |
| 42e | 1950 | Lieutenant-Colonel BEM MONTJOIE      |
| 43e | 1951 | Lieutenant-Colonel BEM WILLEMART     |
| 44e | 1952 | Lieutenant-Colonel CARBONELLE        |
| 45e | 1953 | Lieutenant-Colonel BEM BOUKO         |
| 46e | 1954 | Lieutenant-Colonel BEM MEYS          |
| 47e | 1955 | Lieutenant-Colonel BEM GILLET        |
| 48e | 1957 | Lieutenant-Colonel BEM FRANCOIS      |
| 49e | 1958 | Lieutenant-Colonel ARNOULD           |
| 50e | 1960 | Lieutenant-Colonel HAAS              |
| 51e | 1962 | Lieutenant-Colonel BEM GENDARME      |
| 52e | 1964 | Lieutenant-Colonel BEM DESCURIEUX    |
| 53e | 1966 | Colonel BEM MASSAR                   |
| 54e | 1968 | Lieutenant-Colonel HERNOE            |
| 55e | 1970 | Lieutenant-Colonel BEM PETERS        |
| 56e | 1971 | Lieutenant-Colonel BEM ADRIAENSEN    |
| 57e | 1973 | Lieutenant-Colonel BEM FARCY         |
| 58e | 1975 | Lieutenant-Colonel N.L. BABETTE      |
| 59e | 1977 | Lieutenant-Colonel PONCELET          |
| 60e | 1980 | Lieutenant-Colonel BEM ANTHEUNISSENS |
| 61e | 1982 | Lieutenant-Colonel GUISLAIN          |
| 62e | 1985 | Lieutenant-Colonel BEM FAIRON        |
| 63e | 1988 | Colonel BEM HENSET                   |
| 64e | 1990 | Lieutenant-Colonel JONGEN            |
| 65e | 1993 | Lieutenant-Colonel BEM WILLEM        |
| 66e | 1995 | Lieutenant-Colonel BEM DEFAWE        |
| 67e | 1997 | Lieutenant-Colonel BEM DAVE          |
| 68e | 1999 | Lieutenant-Colonel BEM T. BABETTE    |
| 69e | 2001 | Lieutenant-Colonel BEM VINDEVOGEL    |
| 70e | 2003 | Lieutenant-Colonel BEM GAUTHIER      |
| 71e | 2005 | Lieutenant-Colonel BEM CRUCIFIX      |
| 72e | 2008 | Lieutenant-Colonel BEM CABO          |
| 73e | 2010 | Lieutenant-Colonel BEM LEFEVRE       |
| 74e | 2012 | Lieutenant-Colonel BEM PIRSON        |
| 75e | 2015 | Lieutenant-Colonel BEM MONIN         |
| 76e | 2017 | Lieutenant-Colonel BEM HERMANS       |
| 77e | 2020 | Lieutenant-Colonel BEM RECOUR        |
| 78e | 2022 | Lieutenant-Colonel BEM BRENNET       |
| 79e | 2024 | Lieutenant-Colonel BEM BELLEFROID    |

## Jumelage
- 1er régiment de tirailleurs (France)